# 瓜拉拉
瓜拉拉是巴西米纳斯吉拉斯州的一个市镇。总面积88.589平方公里，总人口4017人，人口密度45.3人/平方公里。